# Precinct d'Indian Creek no 7
Le precinct d'Indian Creek N° 7 est un precinct électoral du comté de Menard dans l'Illinois, aux États-Unis. En 2010, ce precinct comptait une population de 274 habitants.

## Source de la traduction
- (en) Cet article est partiellement ou en totalité issu de l’article de Wikipédia en anglais intitulé « Indian Creek No. 7 Precinct, Menard County, Illinois » (voir la liste des auteurs).